# آستانه حسی
آستانهٔ حسی (انگلیسی: Sensory Threshold) در دانش روان فیزیک، ضعیف‌ترین محرک محسوس برای یک فرد است. مگر در مواردی خاص که تعریف دیگری ارائه شده باشد، معمولاً ضعیف‌ترین محرک محسوس، ضعیف‌ترین محرکی در نظر گرفته می‌شود که در نیمی از موارد، کشف شده باشد.
در سدهٔ ۱۷ میلادی، فلاسفهٔ تجربه‌گرایی مانند جان لاک معتقد بودند که ذهن انسان نظیر لوحه‌ای نانوشته است. محرک‌های حسی روی این لوحه، اثراتی به جای می‌گذارند؛ و تنها این اثرات باقی مانده بر لوحه، همه تجارب انسان را تشکیل می‌دهند. بعدها در سدهٔ ۱۸ میلادی فلاسفهٔ دیگری مانند ایمانوئل کانت از دیدگاه عقل‌گرایی این ادعا را مورد انتقاد قرار دادند. کانت معتقد بود که ذهن انسان یک لوحهٔ نانوشته نیست. بلکه لوحه‌ای است که از قبل الگوهایی روی آن نقش بسته‌اند. محرک‌های حسی، تنها در حدود این الگوهای از قبل تنظیم‌شده، ثبت می‌گردند؛ و تجارب انسان را می‌سازند. این مباحث فلسفی بعدها دست‌مایه‌ای شد برای ارنست هاینریش وبر تا مطالعات آزمایشگاهی خود را پیرامون این عقاید آغاز کند.
اگر کسی در کوله‌پشتی شما یک سنگ نیم‌کیلویی قرار دهد و شما از این تغییر بی‌خبر باشید، در صورتی که کوله‌پشتی شما از قبل خالی بوده باشد؛ کشف نیم کیلو وزن اضافه، ساده است. اما اگر از قبل کوله‌پشتی شما ۲۰ کیلو بار شده باشد؛ این اضافه وزن قابل توجه نیست. این تفاوت در زمینه قبلی و تناسب آن با حداقل تفاوت محسوس، اولین بار توسط ارنست هاینریش وبر مورد تفحص قرار گرفت. تفکرات او پیرامون چگونگی تعیین و تعریف آستانهٔ حسی منجر به ایجاد تقسیماتی جدید و ابداع اصطلاحات جدیدی شد.
در ادامه برای اندازه‌گیری ارتفاع آستانه در مورد هر یک از حواس اصلی، روش‌هایی توسط وبر و دیگران تکامل یافتند.
تا به حال چندین نوع مختلف، آستانهٔ حسی پیشنهاد شده‌اند. پیش از ارنست هاینریش وبر، بین آستانه حسی و انواع مختلفی که زیر مجموعهٔ آستانهٔ حسی محسوب می‌شوند تفاوتی تعریف نشده بود.
از جمله:
- آستانهٔ مطلق: ضعیف‌ترین محرک محسوس برای یک فرد است.
- آستانهٔ تشخیص: ضعیف‌ترین محرکی که نه تنها وجودش کشف شود بلکه نوعش توسط فرد تعیین شود.
- آستانهٔ تفاوت: ضعیف‌ترین سطح تغییر در شدت یک محرک که دستگاه حسی فرد قادر به کشف آن باشد. (حداقل تفاوت قابل توجه / به انگلیسی: just noticeable difference)
- آستانهٔ نهایی: سطحی از شدت یک محرک که پس از آن هیچ تفاوتی با افزایش شدت محرک، توسط فرد حس نشود. در بعضی دیگر از زبانها سابقاً «سقف نهایی» نامیده می‌شد.[۴][۵]

در ادامه، این تحقیقات و مباحث بین وبر و دیگران منجر به پیشنهاد یک قانون شد. قانونی که پس از تکمیل توسط گوستاو تئودور فچنر به منظور قدرشناسی از زحمات ارنست هاینریش وبر، (قوانین وبر فچنر به انگلیسی:Weber–Fechner) نام‌گذاری شد.

## آستانه مطلق
آستانهٔ مطلق در اصل ضعیف‌ترین محرک محسوس برای یک فرد را گویند. اما در عمل چون حس یک محرک، مانند شنیدن یک صدا، می‌تواند دچار خطا شود، محسوس بودن به‌عنوان حس محرک، به‌صورت محسوس بودن در نیمی از موارد تعریف شده‌است.
یک محرک حسی، مانند نور، صدا، طعم، بو، زبری و غیره تنها زمانی توسط دستگاه عصبی فرد قابل کشف است که دارای شدت خاصی باشد. برای مثال اگر درجهٔ حرارت اتاقی را تنها ۱ درجه افزایش دهند؛ معلوم نیست که شخص تحت آزمایش، متوجه این تغییر بشود. توجه شخص تحت آزمایش به تغییرات محیطی وابسته به مجموعه‌ای از عوامل است. هم عوامل مادی و هم عوامل ذهنی در محسوس بودن یک محرک تأثیر می‌گذارند. برای مثال اگر درجهٔ حرارت اتاقی را ۵ درجه افزایش دهند، احتمال کشف این تغییر به‌مراتب بیشتر است. اما درجهٔ حرارت قبلی اتاق نیز روی این احتمال مؤثر است. کشف تفاوت ۱۰ و ۱۵ درجه معمولاً از تفاوت ۲۰ تا ۲۵ درجه آسان‌تر است. در ضمن قضاوت حسی افراد از نظر میزان حساسیت جسمی و نیز تجربه، متفاوت است. به‌علاوه شرایط آزمایشی نیز می‌تواند روی قضاوت شخص تأثیر بگذارد. برای مثال اگر از شخصی بخواهند تغییری که در درجهٔ حرارت اتاق حس می‌کند را گزارش دهد، طبیعتاً توجه این شخص به موضوع جلب خواهد شد. در یک وضعیت شرط‌بندی، دقت شخص شدیداً تحت تأثیر ذهنیتِ برد و باخت قرار خواهد داشت؛ بنابراین برای به حداقل رساندن چنین عوامل متغییری، راهکار ۵۰٪ منظور شده‌است؛ یعنی برای مثال صدایی محسوس محسوب می‌شود که یک فرد معین در ۵۰٪ موارد، تحت شرایط مشابه آن را گزارش دهد.
اولین مطالعات سیستماتیک برای تعیین آستانه‌های حسی توسط ارنست هاینریش وبر، پزشک و پیشگام روان‌شناسی تجربی در دانشگاه لایپزیگ انجام شد. آزمایش‌های وی برای تعیین آستانه‌های مطلق و تغییرات محسوس انجام شده بود. ارنست هاینریش وبر توانست آستانه مطلق و حس تغییر را از نظر آماری تعریف کند که منجر به ایجاد قوانین وبر فچنر و مفهوم «حداقل تفاوت محسوس» در توصیف آستانهٔ حسی شد.

### اندازه‌گیری و آزمایش آستانه‌های حسی

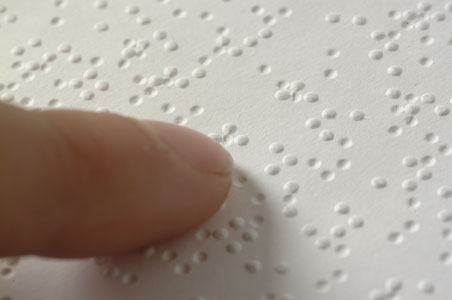
دقتِ تشخیصِ زبری، در نوک انگشتان، به مراتب از پشت بالاتنه بیشتر است.

اندازه‌گیری آستانه‌های حسی نیاز به مقدماتی دارد. تا از تداخل عوامل نامربوط مادی و روانی تا حد ممکن جلوگیری شود. برای تعیین آستانه‌های حسی سه روش زمینه‌سازی معمول وجود دارد:
1. محدود کردن: در این روش، شخص تحت آزمایش ابتدا در معرض محرکی کاملاً محسوس قرار داده شده و سپس شدت محرک به‌تدریج کاهش داده می‌شود. تا زمانی که دیگر توسط شخص تحت آزمایش احساس نشود. دوباره شدت محرک به تدریج افزایش داده می‌شود تا شخص تحت آزمایش قادر به احساس محرک باشد. این مراحل بارها تکرار شده و میانگین یافته‌ها محاسبه می‌شود. میانگین حاصل، آستانهٔ مطلق است.
2. محرک ثابت: در این روش، یک محرک با شدت مختلف اما مشخص، در یک ترتیب تصادفی ارائه می‌شود. شخص تحت آزمایش در هر مورد، در صورت حس محرک، از طریق مثلاً اشاره با سر یا فشار دادن یک دکمه، گزارش می‌دهد. این روش برای ارزیابی پایایی یافته‌های آزمایش اعمال می‌شود. دراین روش گزارش‌های خطا یا جعلی تا حدی شناسایی شده و اعتبار و جدیت شخص تحت آزماش برآورد می‌شود.
3. عادی سازی: در این روش، شدت محرک ابتدا مافوق آستانه بوده و محسوس نیست. سپس شدت محرک به تدریج و تا حد محسوس کاهش داده می‌شود. تا جایی که محرک به‌وضوح حس شود. کاهش تدریجی شدت محرک همچنان ادامه پیدا می‌کند تا شخص بار دیگر قادر به حس محرک نباشد.

چند نمونهٔ ثبت شده از آستانهٔ مطلق یک فرد
بینایی: شعلهٔ شمع در فاصلهٔ ۴۸ کیلومتر (۳۰ مایل) در یک شب تاریک و صاف
شنوایی: صدای تیک تاک ساعت در فاصلهٔ ۶٫۱ متر (۲۰ فوت) در حین سکوت
چشایی: یک قاشق چای‌خوری شکر در ۷٫۶ لیتر (۲ گالون آمریکایی) آب
بویایی: یک قطره عطر در ۳ اتاق
لامسه: سقوط بال یک مگس از ارتفاع ۸ سانتیمتر (۳ اینچ) روی گونه
هرچند موارد حاضر دقیق نیستند؛ اما حداقل تفاوت محسوسی که بر اساس و مبدأ این یافته‌ها به‌دست آمده‌اند، همیشه نسبت ثابتی را نشان داده‌اند.
تقویم ۱۹۶۲ میلادی

## آستانه تشخیص
آستانهٔ تشخیص ضعیف‌ترین محرکی است که نه‌تنها وجودش کشف شود بلکه نوعش نیز توسط فرد تعیین شود. یک محرک حسی می‌تواند شدت پیدا کند؛ مثلاً افزودن قند بیشتر به شربت باعث افزودن مزهٔ شیرینی می‌شود. یکی از علل مهم حس کردن شدت یک محرک، فعالیت شدید سلول‌های حسی است. هر چه یک محرک قویتر باشد، سلول حسی تحریک شده با سرعت بیشتری پیام عصبی به مغز ارسال می‌کند. دریافت تعداد زیادی پیام عصبی در زمانی کوتاه، در مغز به‌عنوان شدت محرک تفسیر می‌شود. اما در مورد تشخیص محرک، مسئله پیچیده‌تر است. بسیاری از دانشمندان معتقدند که تشخیص نوع یک محرک، تا حدودی یک پدیدهٔ ذهنی محسوب می‌شود.
در مورد سازوکارهای کشف و تشخیص محرک‌های حسی نظرات مختلفی وجود دارند. در قرن ۱۹ میلادی، متفکرانی مانند  یوهانس مولر عقیده داشتند که کلید اصلی تشخیص یک محرک، وجود گیرنده‌های تخصص یافته‌است. امروزه مشخص شده که معمولاً هر اندام حسی، تنها به انواع خاصی از محرک‌ها واکنش نشان می‌دهد. در عین حال ثابت شده‌است که تحریک مصنوعی گیرنده‌های حسی، باعث بروز احساسی می‌شوند که منطبق با واقعیت نیستند. تفکیک بو و مزه همیشه آسان نیست. حساسیت زبان به طعم شیرین در نوک زبان بیشتر است. روی پوست گیرنده‌های حسی مختلفی شناسایی شده‌اند. سلول‌های تشخیص حرارت، تشخیص فشار و درد، از هم متمایز هستند. تراکم این سلول‌ها روی پوست یکسان نیست. برای مثال تراکم سلول‌های حسی روی نوک انگشتان دست به مراتب بیشتر از پشت بالاتنه است.
اگر پوست پشت بالاتنهٔ فردی را در ۲ نقطهٔ نزدیک به هم با ملایمت لمس کنیم، شخص تحت آزمایش تماس را کشف خواهد کرد. اما اگر فاصلهٔ ۲ نقطه به اندازهٔ کافی بزرگ نباشد، قادر به تشخیص تماس در ۲ نقطهٔ متفاوت نخواهد بود. در مورد هر حسی روش‌های مختلفی برای تعیین اندازهٔ آستانهٔ تشخیص مورد مطالعه است. اما در مورد لامسه، اولین تلاش ثبت شده برای تعیین آستانهٔ تشخیص توسط ارنست هاینریش وبر انجام گرفته‌است. او با استفاده از وسیله‌ای مانند پرگار ثابت کرد که برای تشخیص تمایز نقاط تماس در هر قسمت پوست، یک فاصلهٔ حداقلی لازم است. این فاصله که در مورد حس لامسه همان آستانهٔ تشخیص است، در نوک انگشتان دست بسیار کم و در پشت بالاتنه زیاد است.

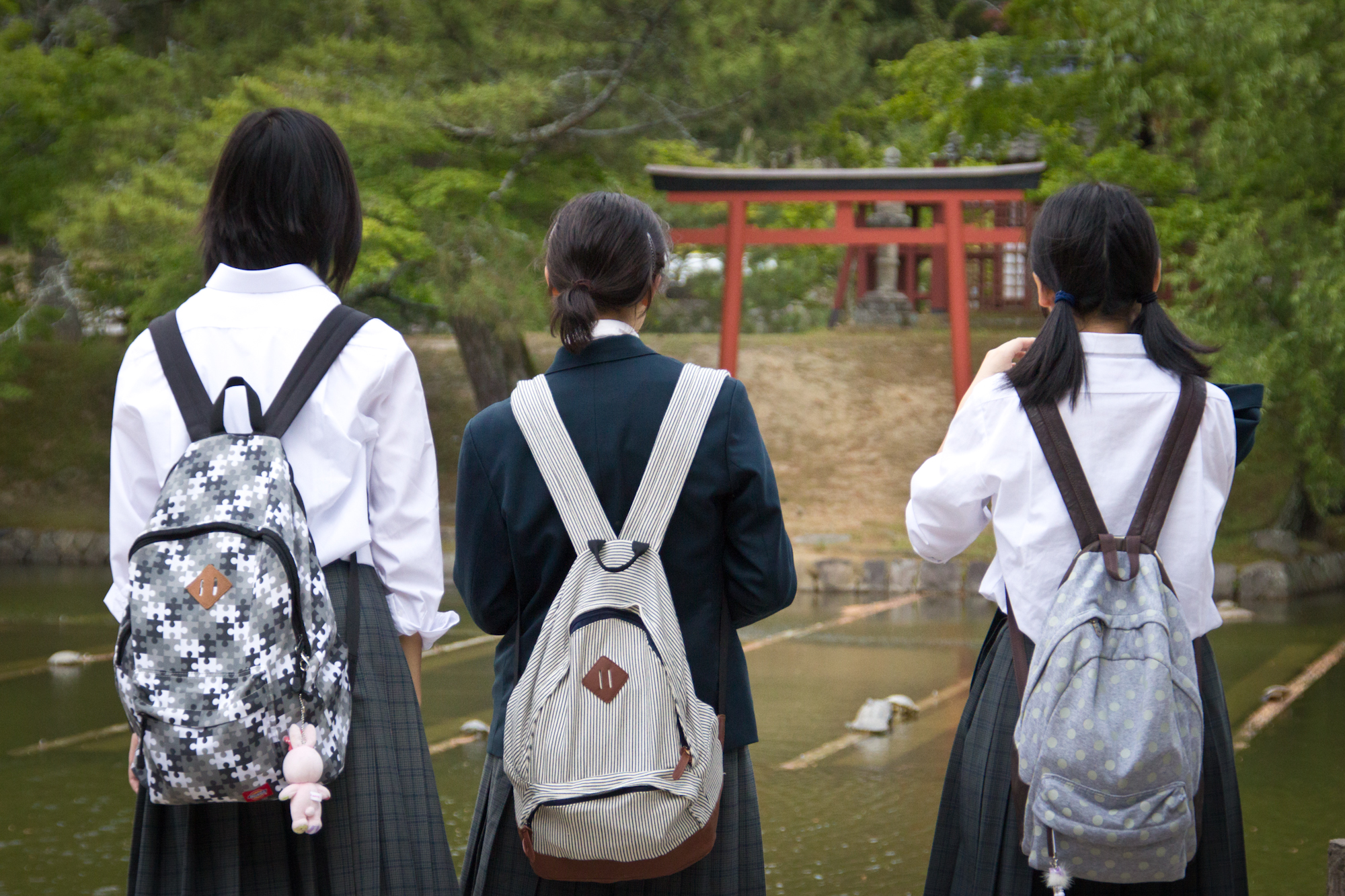
یک وزنه نیم کیلویی در یک کوله سبک محسوس تر از یک کوله سنگین است.

## آستانه تفاوت
آستانهٔ تفاوت (حداقل تفاوت قابل توجه / به انگلیسی: just noticeable difference) ضعیف‌ترین سطح تغییر، در شدت یک محرک است. به‌گونه‌ای که دستگاه حسی فرد، قادر به کشف آن باشد. وقتی از آستانهٔ حسی صحبت می‌شود، معمولاً منظور آستانهٔ تفاوت یا همان «حداقل تفاوت محسوس» است. چون تعیین آستانهٔ مطلق اگر عملاُ ممکن باشد، بسیار دشوار و بجث انگیز است. قوانین وبر فچنر نیز بر اساس آستانهٔ تفاوت تنظیم شده‌اند. آستانهٔ تفاوت در مورد هر حسی به‌طور اختصاصی مطالعه شده و می‌شود. اگر در اتاقی، کنار یک شمع روشن، شمع دیگری روشن کنید، تفاوت میزان روشنایی محسوس خواهد بود. اما اگر در اتاقی که صدها شمع در آن می‌سوزند چند عدد از شمع‌ها خاموش شده‌باشند، به‌زحمت متوجه تفاوت حاصل خواهید شد. در مورد صدا، وقتی انسان به‌وضوح صدایی را می‌شنود و کسی به‌تدریج این صدا را افزایش یا کاهش دهد، دیر یا زود این افزایش یا کاهش به نقطه ای می‌رسد که توجه فرد را جلب می‌کند. مقدار افزایش یا کاهش صدا دراین مورد همان حداقل تفاوت محسوس است. تعیین آستانهٔ تفاوت یا حداقل تفاوت محسوس می‌تواند ارزش عملی نیز داشته باشد. برای مثال، فرض کنید شما صاحب یک رستوران هستید؛ و به خواستهٔ مشتری و برای جلب رضایت او قصد دارید به خوراک سفارشی، زعفران بیشتری بیافزایید. اما زعفران به‌معنی واقعی کلمه، گرانترین ادویهٔ جهان است؛ بنابراین منطقی خواهد بود که شما سعی کنید تا که جای ممکن در مصرف زعفران صرفه‌جویی کنید. از این رو تعیین دقیق آستانهٔ تفاوت ذائقهٔ مشتری یا حداقل تفاوت محسوس زعفران برای کسب و کار شما بسیار مهم خواهد بود.

## آستانه نهایی
آستانهٔ نهایی (انگلیسی: Terminal threshold) سطحی از شدت یک محرک است که بیشتر از آن هیچ تفاوتی با افزایش شدت محرک توسط فرد حس نشود. برای مثال، اگر به‌وضوح صدایی را بشنویم، افزایش شدت این صدا بیشتر از حد معینی، باعث جلب توجه ما خواهد شد. این حد معین همان آستانهٔ تفاوت است. اما آستانهٔ تفاوت یا همان «حداقل تفاوت محسوس» مقدار ثابتی نیست. در عمل هرچه محرکِ پیش‌زمینه شدیدتر باشد، اندازهٔ آستانهٔ تفاوت نیز بزرگ‌تر خواهد بود؛ تا جایی که افزایش بیشتر دیگر محسوس نباشد. این حد نهاییِ شدت صدا، که قادر نیست تغییری در تجربهٔ حسی صدا در ما ایجاد کند، همان آستانهٔ نهایی صدا است. این اصل شامل همه انواع حواس می‌شود. ظاهراً این اصل، نتیجهٔ عملکرد یک سازوکار ایمنی برای حفظ موجود زنده از آسیب تحریکات شدید حسی است. وقتی وارد محلی بویناک می‌شویم، در ابتدای امر به‌وضوح متوجه بو خواهیم شد. اما بعد از مدتی به بو عادت می‌کنیم. همچنین وقتی در یک روز آفتابی وارد اتاق تاریکی می‌شویم، تاریکی در ابتدای امر چشمگیر است. اما بعد از مدتی، چشم‌ها به تاریکی عادت کرده و ما قادر به دیدن جزئیات خواهیم شد. این پدیده تا حدودی نتیجهٔ عملکرد اندام‌های حسی است. اما بخش دیگری از این عملکرد در ذهن می‌گذرد. شاهد این ادعا، مواردی است که برای مثال، یک مادر به صدای نوزاد خود حساس است. اما در همان محیط، به صدای یک‌نواختِ ترافیک که از صدای نوزاد شدیدتر است؛ توجه نمی‌کند. به‌همین ترتیب عوامل تعیین میزان بزرگی آستانهٔ نهایی نیز دارای تنوع بوده و همچنان تحت مطالعه قرار دارند.

## قوانین وبر فچنر
قانون وبر، که قانون وبر-فچنر نیز نامیده می‌شود، از نظر تاریخ روان‌شناسی مهم است؛ زیرا درک تغییر در یک محرک معین را توضیح می‌دهد. این قانون بیان می‌کند که حداقل محسوسِ تغییر یک محرک، نسبت ثابت با میزان تحریک اصلی دارد. اما در عمل نشان داده شده‌است که این قاعده در مورد تحریکات شدید، صدق نمی‌کند.

این قانون در ابتدا برای توصیف تحقیقات مربوط به وزنه‌برداری توسط ارنست هاینریش وبر فیزیولوژیست آلمانی در سال ۱۸۳۴م، پیشنهاد شد و بعداً توسط گوستاو تئودور فچنر، دانشجوی وبر، که قوانین علم روان‌شناسی را توسعه داد، برای اندازه‌گیری احساس استفاده شد. با بیان رابطه ای بین جهان روحانی و جسمانی، قانون فچنر، نشان داد که در واقع تنها یک جهان وجود دارد. آنچه از نظر دیگران معنوی به حساب می‌آید، کمیت‌های فیزیکی، قابل اندازه‌گیری در علم روان‌شناسی است. کار ترکیبی وبر و فچنر، به ویژه تحقیقات آنها در زمینه شنوایی و بینایی مفید بوده‌است و در پیشرفتهای نظری تأثیر داشته‌است.
قوانین وبر فچنر en:Weber–Fechner law ۲ فرضیه مرتبط به هم در حوزه روان  فیزیک هستند. هر ۲ فرضیه تلاش می‌کنند تا اندازه یک محرک مادی را در تناسب با اندازه حس محرک بیان کنند. به بیان دقیقتر یعنی تناسب تغییر شدت یک محرک مادی و تفاوتی که در اثر این تغییر عملاً احساس می‌شود.
آستانه حسی در بسیاری از موارد تا حد معقولی قابل محاسبه است. ما می‌توانیم روشنی یک تصویر، بلندی یک صدا یا زبری یک سطح را اندازه گرفته و میزان دریافت حسی خود را با آنها مقایسه کنیم. اما نکته مهم در همه موارد، احتمال وجود یک ضریب ثابت است؛ یعنی حداقل تفاوت محسوس، ظاهراً نسبت ثابتی با اندازه قبلی یا کلی محرک مادی دارد. فرض کنید یک کوله پشتی به وزن ۲۰ کیلو بر دوش دارید و حداقل تفاوت محسوس نیم کیلو باشد. ارنست هاینریش وبر ادعا می‌کرد که اگر وزن کل کوله ۴۰ کیلو یعنی ۲ برابر بود؛ حداقل تفاوت محسوس نیز ۲ برابر می‌شد. ارنست هاینریش وبر نظر خود را چنین بیان کرد که اگر مقدار افزایش محرک مادی را برمقدار کل محرک مادی تقسیم کنیم؛ همواره ضریب ثابتی به‌دست خواهد آمد. در مثال فرضی کوله پشتی این ضریب ۱ تقسیم بر ۴۰ یا ۴۱ است که حدوداً ۲٫۵ ٪ می‌شود. این تناسب و احتمال وجود یک ضریب ثابت اولین بار توسط ارنست هاینریش وبر رسمیت پیدا کرد. این نظریه علاوه بر جنبه تاریخی از چند زاویه دیگر نیز اهمیت دارد. از جمله اینکه ما را قادر می‌سازد تا بتوانیم دقت اندامهای حسی کاملاً متفاوت را با هم مقایسه کنیم. برای مثال مقایسه شدت نور و میزان وزن با هم ممکن نیست؛ زیرا هر یک با واحدی کاملاً جداگانه سنجیده می‌شوند. اما بر اساس قانون وبر ما می‌دانیم هر چه اندازه ضریب ثابت کوچکتر باشد؛ میزان دقت آن حس بیشتر است. برهمین پایه می‌توانیم ادعا کنیم که دقت حس بینایی در انسان به مراتب از دقت حس وزن بیشتر است. بعدها یکی از شاگردان وبر بنام گوستاو تئودور فچنر سعی کرد در امتداد مطالعاتش در مسیر تعیین و پیشگویی حداقل تفاوت محسوسِ افراد، افکار خود و استادش را بزبان ریاضی بیان کند. گوستاو تئودور فچنر قانونی بنام استادش وبر پیشنهاد داد به‌صورت S  = k log I جایی که S اندازه دریافت حسی است I شدت محرک مادی است و k ضریب ثابتی است که بر اساس نظریه ارنست هاینریش وبر محاسبه می‌شود. نکته قابل توجه در قانون وبر، رشد تصاعدی برداشت حسی در مقایسه با رشد حسابی شدت یک محرک مادی است؛ یعنی فچنر ادعا می‌کرد که هرگاه شدت یک محرک مادی به دو برابر افزایش پیدا کند، برداشت حسی ما از این محرک ۱۰ بار افزایش پیدا خواهد کرد.
امروزه ما می‌دانیم که این قوانین به هیچ وجه دقیق نبوده و در بعضی موارد صادق نیستند. برای مثال در مورد درد کوچک‌ترین مقدار افزایش محرک مادی باعث افزایش شدید حس درد می‌شود. با این حال این نظریات هم ارزش تاریخی دارند و هم در مواردی توصیف معقولی از تناسب شدت محرک مادی و تأثیر حسی آن محرک به‌دست می‌دهند.